# Buntstruth
Koordinaten: 51° 0′ 55,1″ N, 8° 56′ 55″ O
Die Buntstruth ist eine Landschaft im nordhessischen Landkreis Waldeck-Frankenberg. Sie ist im Umweltatlas von Hessen als Naturraum-Untereinheit 345.4 identifiziert. Historisch wurde diese Landschaft auch als Bunstruth oder Bulenstrut bezeichnet. Sie bildete bis im 16. Jahrhundert eine eigene Zent, deren Name sich wahrscheinlich von ihrer Malstätte in einer buschigen Gegend zwischen Sehlen und Bockendorf herleitet.

## Geographie
Die Buntstruth bildet den nördlichen Teil des Naturraums Wohratal (Nr. 345), zwischen Kellerwald im Osten und Burgwald im Westen, ist 22,98 km² groß und liegt im Norden 340 m und im Süden 260 m über NHN. Sie umfasst die Talebenen des Wohra-Oberlaufs, des Mittel- und Unterlaufs des Wohra-Zuflusses Schweinfe und des Struthbachs, Nebenfluss der Schweinfe. Sie reicht somit von Haina (Kloster) im Nordnordosten, Altenhaina im Norden und Römershausen im Nordwesten bis oberhalb von Gemünden im Süden. Im Nordwesten erstreckt sie sich bei Römershausen bis zur Hauberner Hecke (Naturraum 345.51), dem Sattel zwischen Burgwald und Kellerwald, über den dort die Rhein-Weser-Wasserscheide verläuft. Ebenfalls in der Buntstruth befinden sich die Dörfer Mohnhausen, Halgehausen, Bockendorf, Sehlen, Grüsen, Herbelhausen und Ellnrode.
Die von Frankenberg im Nordwesten kommende Landesstraße 3073 durchläuft die Buntstruth zunächst entlang des Struthbachs von Römershausen und dann von dessen Mündung bei Bockendorf in die Schweinfe entlang deren Unterlauf bis oberhalb ihrer Mündung in die Wohra bei Gemünden. Die Kreisstraßen 101, 103, 105, 109 und 110 verlaufen ganz oder teilweise in der Buntstruth.

## Landschaft
Die Buntstruth ist eine ackergeprägte offene Kulturlandschaft, weitgehend offen und nahezu waldfrei, wird jedoch im Norden, Osten und Westen von den Wäldern des Kellerwalds und Burgwalds unmittelbar umgeben. Die Zechsteinletten und -kalke der Talgründe sind weitgehend von Lösslehm überdeckt. Die Landschaft wird überwiegend ackerbaulich genutzt, aber mit teilweise ausgedehnten Grünlandnutzungen entlang der den Gewässern folgenden Talauen.

## Geschichte
Gemäß ihrer Belege in Urkunden des Klosters Haina zwischen 1230 und 1254 sind die Orte Ellnrode, Dodenhausen, Grüsen, Haddenberg, Halgehausen, Mohnhausen und Sehlen als ursprünglicher Bestand der Zent Bulentrut anzusehen, die zu dieser Zeit Teil der Grafschaft Ziegenhain war.
Die im 14. Jahrhundert ebenfalls als zugehörig nachgewiesenen Orte Albshausen, Battenhausen, Langendorf, Lehnhausen, Sebbeterode, Willingshausen-Gilserberg und Wohra sowie die im 16. Jahrhundert als Bestandteil überlieferten Orte Bockendorf, Herbelhausen, Holzbach, Oberholzhausen, Niederholzhausen, Römershausen und Nieder-Schweinfe sind demnach Erwerbungen aus der Zeit, als die Landesherrschaft an die Erzbischöfe von Mainz übergegangen war. Sie bildeten gemeinsam mit dem alten Zentbezirk ein vergößertes Gericht Bulenstrut, welches später an die Landgrafen von Hessen gelangte. Diese lösten das Gericht schließlich auf und integrierte seinen größten Teil in das Amt Rosenthal; lediglich Battenhausen, Dodenhausen, Ellnrode, Halgehausen und Haddenberg gingen im neigeschaffenen Amt Haina auf.